# Cerodontha butomomyzina
Cerodontha butomomyzina är en tvåvingeart som beskrevs av Spencer 1969. Cerodontha butomomyzina ingår i släktet Cerodontha och familjen minerarflugor.
Artens utbredningsområde är New Brunswick. Inga underarter finns listade i Catalogue of Life.